# Rathaus Svoboda nad Úpou

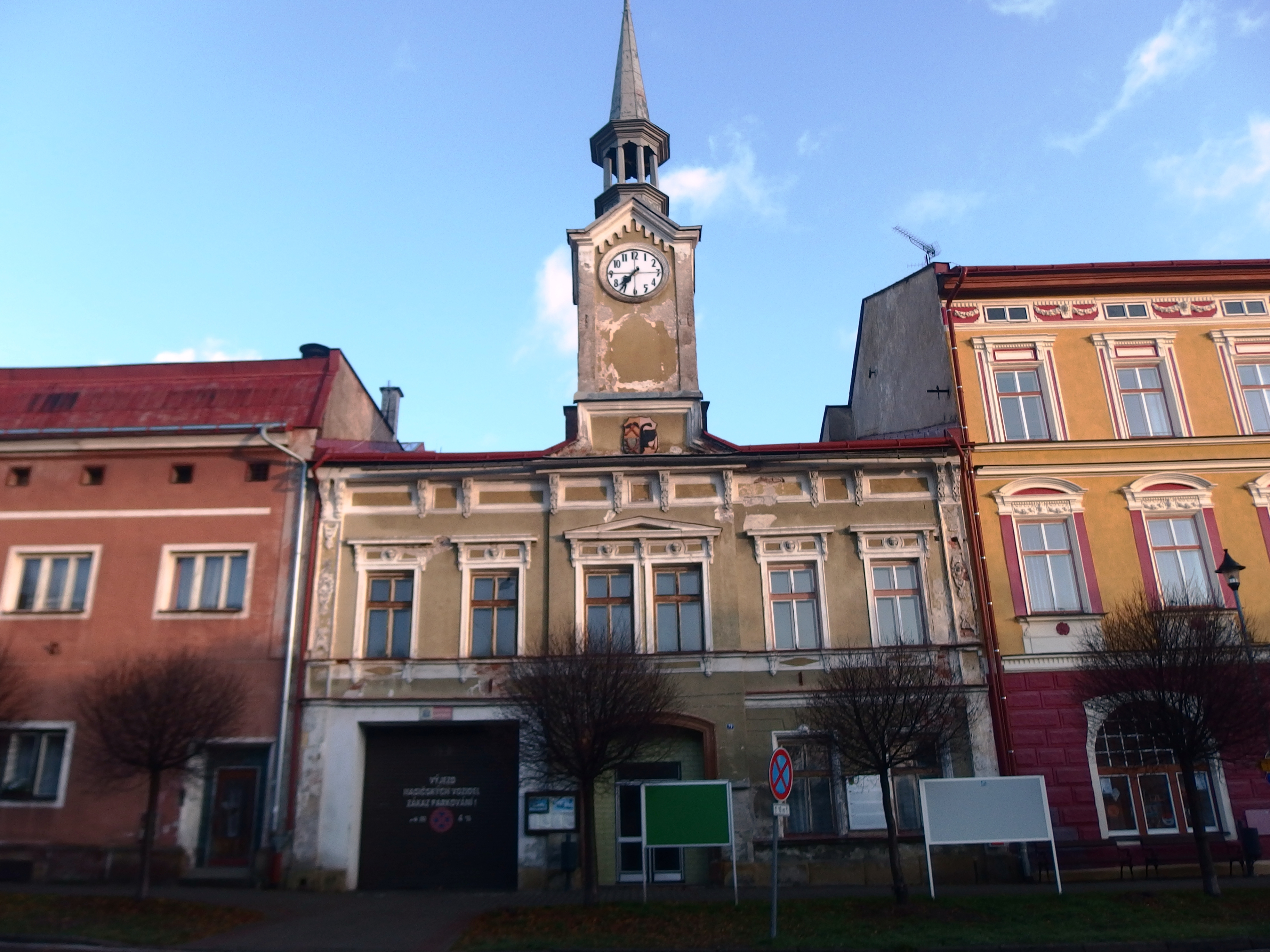
Rathaus in Svoboda nad Úpou

Das Rathaus in Svoboda nad Úpou (deutsch Freiheit), einer tschechischen Stadt im Bezirk Trutnov der Königgrätzer Region, wurde 1869 errichtet. Das Rathaus hat die Adresse Freiheit Nr. 78.
Im Jahre 1869 wurde der hölzerne Vorgängerbau abgetragen und an derselben Stelle das zweigeschossige Rathaus durch Maurermeister Anton Gansel erbaut. Beim Abriss wurde in der Gaststube die Jahreszahl 1677 entdeckt, sodass man nun den alten Bau datieren kann.
Im Dachknauf des Rathausturmes befindet sich eine Urkunde über den Bau des Rathauses und die Ortsgeschichte. 
Im Jahr 1919 wurde die Turmuhr durch den Turmuhrfabrikanten Rudolf Thöndl aus Mährisch Neustadt ersetzt. 